# Юха
Юха (англ. Yuha) — піщана пустеля в США, складова частина пустелі Сонора.
Розташована вздовж американо-мексиканського кордону в південній частині штату Каліфорнія.